# Фабрициус, Иван Иванович
Иван Иванович Фабрициус (фин. Johannes Kristian Fabritius; 1851—1914) — военный инженер, генерал-лейтенант.

## Биография
Родился 12 (24) июня 1851 года в семье преподавателя древних языков Иоганна Габриэля Фабрициуса; мать — Эмилия Элизабет, урождённая Данненберг. Старший сын в семье — Эрнст (1842—1899); другие сыновья: Август (1844—1915), Василий (Вильгельм) (1845—1895) и Людвиг (1854—1933))
Окончил Финляндский кадетский корпус (1870). С 1874 года учился в Николаевской инженерной академии, которую окончил в 1877 году по 1-му разряду.
В 1881 году женился; в 1890 году у него родился сын Сергей.
В 1882—1885 годах был инженером Бакинского порта; 8 апреля 1884 года за отличие был произведён в подполковники. Затем до 20 ноября 1891 года был производителем строительных работ Санкт-Петербургского порта, после чего поступил в распоряжение Главного инженерного управления. Генерал-майор с 6 декабря 1899 года.
В 1911 году вышел генерал-лейтенантом.
Умер в Лондоне 17 июня 1914 года[по какому календарю?].

## Награды
- орден Св. Станислава 3-й ст. (1883)
- орден Св. Анны 3-й ст. (1887)
- орден Св. Станислава 2-й ст. (1892)
- орден Св. Анны 2-й ст. (1896)
- орден Св. Владимира 3-й ст. (1902)
- орден Св. Станислава 1-й ст. (1903)
- орден Св. Анны 1-й ст. (1907)